# Maison des Lumières Denis Diderot

La Casa de las Luces Denis Diderot (en francés: Maison des Lumières Denis Diderot) (acrónimo común MLDD) está alojada en el Hôtel du Breuil de Saint Germain, situado en Langres (región de Champaña-Ardenas). El Hôtel fue construido en el siglo XVI y reconstruido en el siglo XVIII. El museo está dedicado al filósofo, escritor, y crítico de arte francés Denis Diderot y a su principal obra, la Encyclopédie ou Dictionnaire raisonné des sciences, des arts et des Métiers. Fue inaugurado el 5 de octubre de 2013, en el 300 aniversario de su nacimiento.
El diseño del museo de La Maison des Lumières fue diseñado por Atelier à Kiko y el jardín del museo por el arquitecto paisajista Louis Benech (* 1957).
La casa se organiza en 10 salas temáticas, incluyendo una cronología de la "Ilustración"; Denis Diderot en Langres y su vida posterior en París la Ciudad de la Luz; el viaje de Diderot a Rusia; Diderot y la crítica de arte, crítica teatral; Diderot y la música; además de la Enciclopedia. Un total de 250 objetos se presenta en las salas de exposiciones de 400 m².

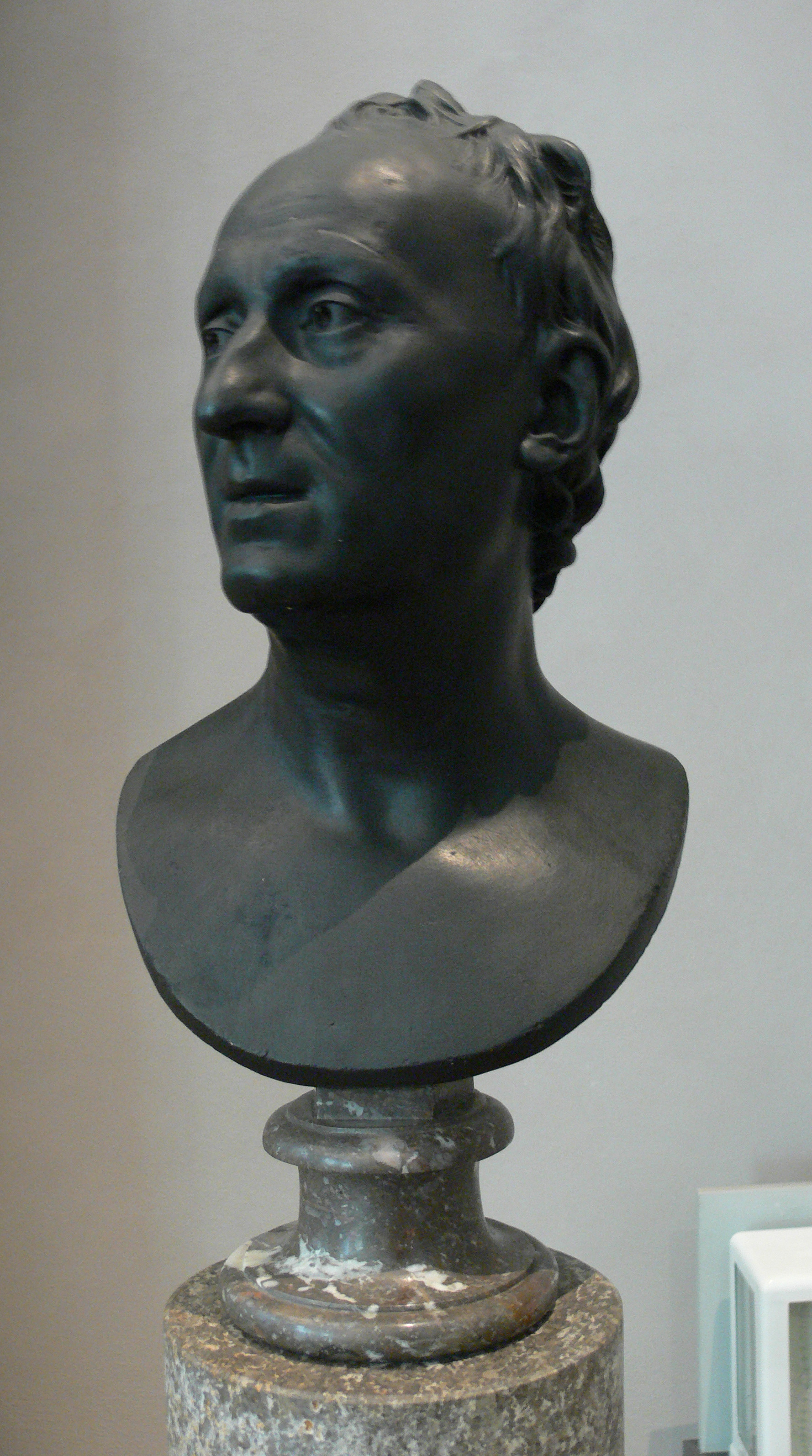
Busto de Denis Diderot, París 1780

- Sala 1: Hotel du Breuil Saint-Germain - el concepto de la "Ilustración" - Cronología.
- Sala 2: Denis Diderot en Langres - Langres en tiempos de Diderot - La Cuchillería (el padre: Didier Diderot) - La fama y la posteridad de Diderot.
- Sala 3: El mundo de la Ilustración - La curiosidad del mundo.
- Sala 4: París, Ciudad de la Luz - Diderot ciudadano de París.
- Sala 5: Viaje de Diderot a Rusia - Viajero y correspondencia en el siglo XVIII - Viaje de visita a la Zarina Catalina la Grande- Diderot y la educación, la moral y la política.
- Sala 6: Diderot y la crítica de arte - Diderot y el teatro - Diderot y la música.
- Sala 7: La Enciclopedia - sus fuentes - el riesgo de la edición - críticos - su historia.
- Sala 8: La Enciclopedia - su diseño tipográfico - sus tablas - su impresión y encuadernación - sus números y su manual - sus editores.
- Sala 9: La Enciclopedia - libro de referencia - el contenido de la Enciclopedia: Matemáticas - Ciencias naturales - Cuchillería - Cerámica.
- Sala 10: Taller de exposición de la Ilustración.